# 침팬지 정치학
침팬지 정치학(영어: Chimpanzee Politics: Power and Sex among Apes)은 네덜란드 영장류 학자인 프란스 드발의 침팬지의 정치적 행위에 관한 책이다.

## 내용
그는 이 책을 쓰기 위해 네덜란드의 아른헴 동물원(Arnhem Zoo)에서 침팬지의 행동을 장기간 분석하였다. 그는 침팬지들이 연합, 평판 관리, 계산적 이타행위 등의 고도의 정치적 행위를 한다고 주장하였다. 침팬지들 사이에는 호모 사피엔스와 같이 지위, 연합, 연합, 기만 행위 및 화해의 순간이 모두 있다. 침팬지와 인간이 공조상을 가진다는 점을 고려할 때 어쩌면, 정치의 뿌리가 인류보다 깊다고도 할 수 있다. 이 책은 인간 정치 활동은 "우리의 영장류 친척들과 공유하는 진화적 유산의 일부인 것으로 보인다"고 결론 지었다.